# Парижская обсерватория

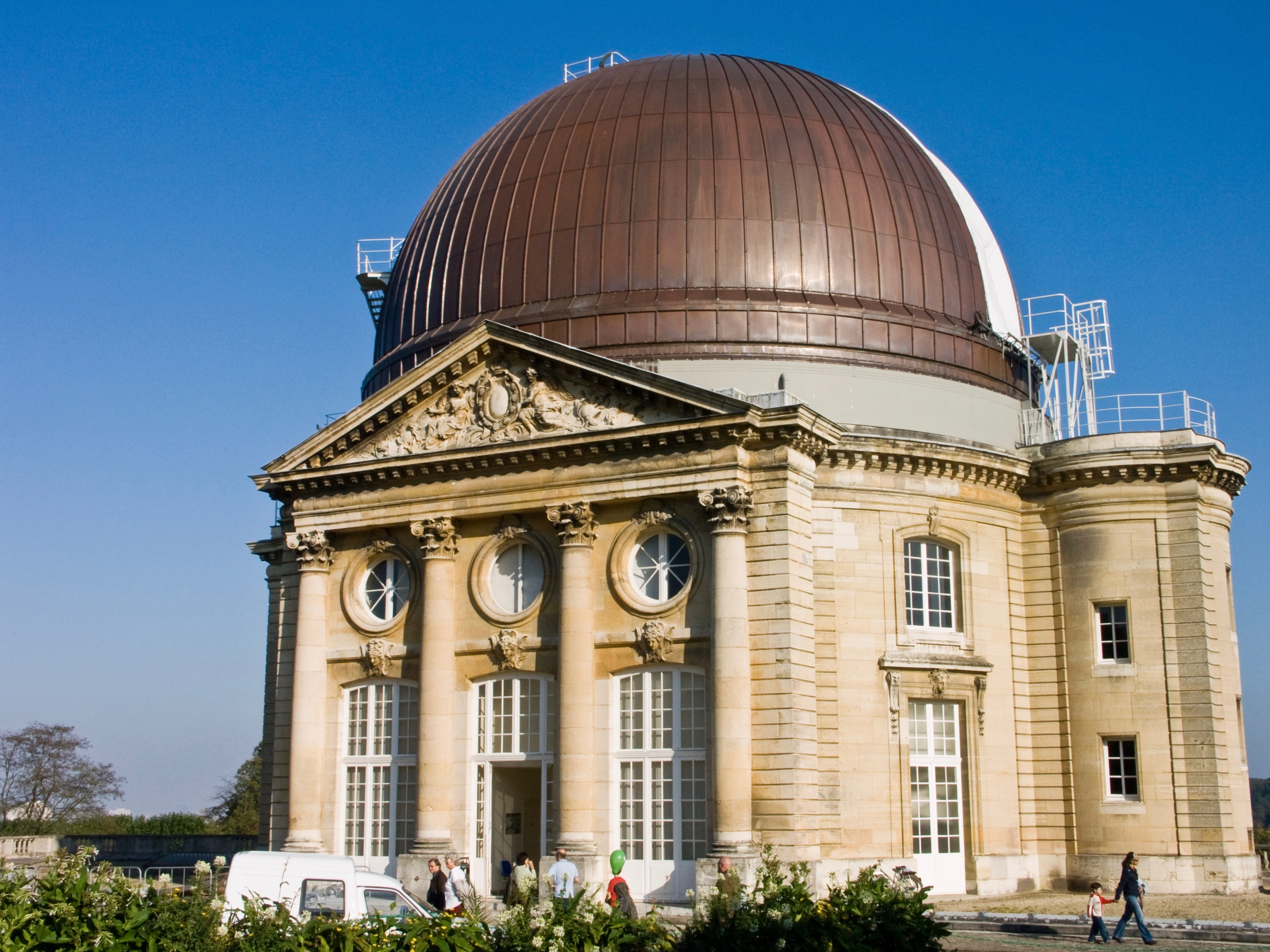
Здание обсерватории в Мёдоне, уцелевшее от разрушенного королевского дворца

Парижская обсерватория (фр. Observatoire de Paris) — астрономическая обсерватория в Париже, Франция. Диаметр главного телескопа — 38 см.
Главное здание расположено в XIV округе Парижа.

## История
Парижская обсерватория была основана в 1667 году по указу короля Франции и Наварры Людовика XIV (обновлённое здание было торжественно открыто им 1 мая 1682 года) и является самой старой из ныне работающих в мире.
Крупнейший инструмент обсерватории — двойной фотовизуальный рефрактор (диаметр объектива визуального рефрактора — 83 см, астрографа — 63 см, фокусное расстояние обоих — 17 метров). Инструмент, получивший название Grand Lunette, был установлен в филиале обсерватории в Мёдоне, юго-западном пригороде Парижа, в 1895 году.
Сейчас наблюдения проводятся в филиалах Мёдоне (код «005») и Нансе, а в Париже установлены три инструмента, введённые в строй в XIX веке.

## Известные сотрудники
- Антониади, Эжен Мишель
- Араго, Доминик Франсуа
- Д'Азамбюжа Люсьен Анри
- Бигурдан, Гийом
- Жеховский, Вениамин Павлович
- Картер, Брэндон
- Кассини, Джованни Доменико
- Кассини, Жак
- Кассини, Цезарь Франсуа
- Кудер, Андре Жозеф Александр
- Леверье, Урбен Жан Жозеф
- Маральди, Жак Филипп
- Мешен, Пьер
- Пикар, Жан
- Рош, Эдуард Альбер
- Сотировский, Паскаль
- Тиссеран, Франсуа Феликс
- Фай, Эрве-Огюст-Этьен-Альбан
- Фату, Пьер
- Фламмарион, Камиль
- Фуко, Жан Бернар Леон
- Хирш, Адольф
- Цейпель, Хуго фон

## Директора
Название должности «управляющий директор обсерватории» было официально введено указом короля Людовика XV (Королевский Ордер от 12 ноября 1771), и первым формально занявшим эту должность был Цезарь Франсуа Кассини, третий представитель известной династии астрономов. Фактически же директорами обсерватории до него были его дед и отец, поэтому список начинается с них.
- Джованни Доменико Кассини (1671—1712)
- Жак Кассини (1712—1756)
- Цезарь Франсуа Кассини (1756—1784)
- Жан-Доминик Кассини (1784—1793)
- Джон Пеми Вильнёв, и. о. директора (сентябрь 1793—1794)
- Николя-Антуан Нуе, и. о. директора (ок. 1794—1795)
- Жозеф Жером Лаланд (1795—1800)
- Пьер Мешен (1800—1804)
- Жан-Батист-Жозеф Деламбр (1804—1822)
- Алексис Бувар (1822—1843)
- Франсуа Араго (1843—1853)
- Урбен Леверье (1854—1870)
- Шарль-Эжен Делоне (1870—1872)
- Урбен Леверье (1873—1877)
- Амедей Муше (1878—1892)
- Феликс Тиссеран (1892—1896)
- Морис Леви (1896—1907)
- Бениамин Байо (1908—1926)
- Анри Деландр (1926—1929)
- Эрнест Эклангон (1929—1944)
- Андре Данжон (1945—1963)
- Жан-Франсуа Денис (1963—1967)
- Жан Делье (1967—1971)
- Раймон Мишар (1971—1976)
- Жак Болт (1976—1981)
- Пьер Шарвен (1981—1991)
- Мишель Комб (1991—1999)
- Пьер Кутюрье (1999—2003)
- Даниель Эгре (2003—2011)
- Клод Катала (с 2011 -)